# Обогрелов, Валерий Юрьевич
Вале́рий Ю́рьевич Обогре́лов (род. 25 июля 1953 года) — телережиссёр, сценарист. Жанры творчества: фэнтези, детский, фантастика.

## Биография
В 1972-1974 гг. был звукооператором первого состава группы «Аквариум».
В 1987 году окончил Ленинградский государственный институт театра, музыки и кинематографии (ЛГИТМИК).
С 1989 года — режиссёр редакции детских и юношеских программ Ленинградской студии телевидения. С 2004 года — режиссёр-постановщик ТРК «Петербург – 5 канал».
Как режиссёр, снял 70 телефильмов, среди них:
- «Китайский эпос»,
- «Тайна А.Блока»,
- «Заповедник»,
- «Франция. Лангедок»,
- «Чёрный ящик» и др.

В 2000-2005 гг. — режиссёр-постановщик телепрограмм:
- «Пять в линию»,
- «Умные деньги»,
- «Кроссворд»,

В 2007-2009 гг. — режиссёр-постановщик телепрограммы «В гостях у дедушки Мокея».
Автор сценария и режиссёр программы «Компьютерный мир»[когда?].
Автор видеоклипов групп:
- «Пикник»,
- «Сплин»,
- «Краденое солнце»,
- «Король и шут»,
- «Танцы минус»,
- «Мифы»,
- «Пилот»,
- «Ленинград»,
- «Два самолёта»,
- «Трилистник»,
- «Телевизор»,
- «НОМ»,
- и др.

- 2006-2010 — Создатель телепрограмм федерального уровня (режиссёр-постановщик):
  - «Утро в большой стране»,
  - «Утро на Пятом».
- Блок молодёжных программ «Зебра»[когда?] (режиссёр–постановщик);
- Блок музыкальных программ (режиссёр–постановщик):
  - Ржавые провода[когда?]
  - Полосатый хит[когда?]

В. Ю. Обогрелов — ассоциированный член жюри телевизионного фестиваля «Балтика», организатор мастер-классов ЛГУ на факультете журналистики, преподаватель юношеской телевизионной школы «Петров Град».
Автор статей в журналах «Твой», «Машины и механизмы», посвященных телевидению, автор научно-популярных статей о загадках Вселенной.

## Преподавательская деятельность
С 2004 года — преподаватель кафедры режиссуры СПбГУКиТ, доцент. С 2005 года – руководитель творческих мастерских «Режиссура телевизионных программ» (очной и заочной форм обучения).
Направления подготовки:
- Режиссура кино и телевидения;
- Киноведение;
- Драматургия;

Преподаваемые дисциплины:
- Мастерство режиссёра телевидения;
- Работа в творческих студиях над телевизионными произведениями;
- Работа с актёром и неактёром;
- Теория и практика монтажа;
- Производство телепрограмм;
- История телевидения;
- Режиссура и сценарий рекламного фильма;
- Режиссура видеоклипа.

## Фильмография

### Режиссёр
- 2000 — «Короли и волшебники»
- 1999 — «Загадки Тролля»
- 1998 — «Волшебная флейта»
- 1998 — «Ожерелье принцессы»
- 1998 — «Школа волшебства»
- 1998 — «Три апельсина»
- 1998 — «Спящая красавица»
- 1998 — «Розабелла и тролль»
- 1998 — «Про Кара Чернейшего и Кащея»
- 1998 — «Огниво»
- 1998 — «Новый год в подземелье»
- 1998 — «Мсье Иван Провансе»
- 1998 — «Король-птица»
- 1998 — «Камень Отриона»
- 1998 — «Дары Феи»
- 1998 — «Гости подземелья»
- 1998 — «Вошедший в сияние»
- 1998 — «Волшебная картина»
- 1998 — «Белоснежка и семь гномов»
- 1998 — «Замок в ущелье Гина»
- 1997 — «Последнее колдовство Шана»
- 1997 — «Тихое подземелье»
- 1996 — «Мэй-строитель»
- 1996 — «Кот в сапогах»
- 1996 — «Злая судьба»
- 1996 — «Зимний праздник»
- 1996 — «Волшебная иголка»
- 1995 — «Однажды в тридевятом царстве»
- 1995 — «Каменное сердце»
- 1995 — «Домовой старого замка»
- 1995 — «Вошедший в сияние (ТВ)»
- 1994 — «Король и хитрец»
- 1994 — «Замок в ущелье Гина»
- 1994 — «Только не это, Ваше Величество[1]»
- 1993 — «Заповедник гоблинов[2]»
- 1993 — «Сноггл»
- 1992 — «Дверь в лето»
  - 1992 — «Дверь в лето», 1-я серия
  - 1992 — «Дверь в лето», 2-я серия
  - 1992 — «Дверь в лето», 3-я серия
- 1991 — «Сказка про то, как царевич Глеб тридевятое царство от Кащея Бессмертного спас»
- 1989-1998 — «Сказка за сказкой»
  - 1989 — «Мясные камни»
  - 1989 — «Тукан - князь чёрного города»
  - 1989 — «Холодное железо»
  - 1990 — «Принцесса и Антуан»
  - 1990 — «Про то, как Иван-царевич в тридевятое царство за яблоками ходил»
  - 1991 — «Правда и ложь»
  - 1991 — «Про то, как царевич Ярослав за огненным цветком ходил»
  - 1991 — «Хитрецы»»
  - 1998 — «Про Кащея и Марью-царевну»
- 1987 — «Разновидность контактов»
- «Про Кащея и царевичей»[3]

### Сценарист
- 2000 — «Короли и волшебники»
- 1999 — «Загадки Тролля»
- 1998 — «Замок в ущелье Гина»
- 1998 — «Школа волшебства»
- 1998 — «Спящая красавица»
- 1998 — «Про Кара Чернейшего и Кащея»
- 1998 — «Огниво»
- 1998 — «Новый год в подземелье»
- 1998 — «Мсье Иван Провансе»
- 1997 — «Тихое подземелье»
- 1996 — «Мэй-строитель»
- 1996 — «Зимний праздник»
- 1995 — «Однажды в тридевятом царстве»
- 1994 — «Замок в ущелье Гина»
- 1993 — «Заповедник гоблинов»
- 1992 — «Дверь в лето»
  - 1992 — «1-я серия»
  - 1992 — «2-я серия»
  - 1992 — «3-я серия»
- 1991 — «Сказка про то, как царевич Глеб тридевятое царство от Кащея Бессмертного спас»
- 1989-1998 — Сказка за сказкой»
  - 1989 — «Мясные камни»
  - 1998 — «Про Кащея и Марью-царевну»